# Note su Hiroshima
Note su Hiroshima è un reportage dello scrittore giapponese Kenzaburō Ōe, vincitore del premio Nobel per la letteratura nel 1994, e pubblicato da Iwanami Shinsho. Cinque anni dopo, Oe scrisse un pezzo complementare, "Okinawa Notes", che fu pubblicato nel 1970, riveduto nel 2021.

## Tema
Kenzaburō Ōe visitò la città di Hiroshima, dove la prima bomba atomica al mondo fu sganciata il 6 agosto 1945, nel 1963, e intervistò il Japan Council Against Atomic Bombs. Ōe incontrò i sopravvissuti, detti hibakusha, simbolo di un Giappone liberato dalla follia distruttrice. Incontra il dottor Shigetô, direttore dell'ospedale dei contagiati, e una ragazza che si suicida dopo la morte del suo fidanzato, vittima delle radiazioni; un giornalista che scrive affinché lo Stato aiuti gli irradiati dal fallout nucleare e le loro memorie siano raccolte e pubblicate.
Ōe analizza le implicazioni morali e politiche dei due bombardamenti atomici; ci consegna il quadro della città devastata, innalza un monumento alla memoria. Il titolo "Hiroshima" non solo indica la zona colpita dalla bomba atomica "Hiroshima", ma più estesamente simboleggia anche la peggiore "miseria umana" del XX secolo, che ha colpito Hiroshima e Nagasaki, e sottintende la volontà anti-nucleare "No More Hiroshima".
Attraverso alcuni ritratti, spesso ripetuti o meglio dispersi nei vari saggi - il dottor Shigetô, direttore dell'ospedale per i pazienti irradiati; una giovane ragazza suicidatasi dopo la morte del fidanzato irradiato; un giornalista locale che si batte perché lo Stato risarcisca gli hibakusha e per la raccolta e la pubblicazione della loro testimonianza; una donna con il viso coperto dalle cicatrici della bomba che esce dal suo isolamento per testimoniare la sorte dell'hibakusha; un uomo che, davanti a un medico, si scusa per essere un soldato - Oe eleva il sopravvissuto di Hiroshima come una figura della dignità umana. Che scelgano il suicidio o (forse più difficile e ancor più eroico agli occhi dell'autore) che abbiano "scelto di non suicidarsi", gli hibakusha sono il segno della possibilità di un Giappone (e, al di là, di un'umanità) libero dalla follia distruttiva.
In un passaggio memorabile, su una strada che porta a un ospedale, in una direzione si muovono i veicoli che portano i malati, e nell'altra i carri funebri.

## Edizioni italiane
- Note su Hiroshima, collana Diorami, traduzione di Gianluca Coci, Padova, Alet, 2008, ISBN 978-88-752-0050-3. - La Biblioteca della Spiga, Milano, Garzanti, 2021, ISBN 978-88-118-1909-7.